# Tricolor

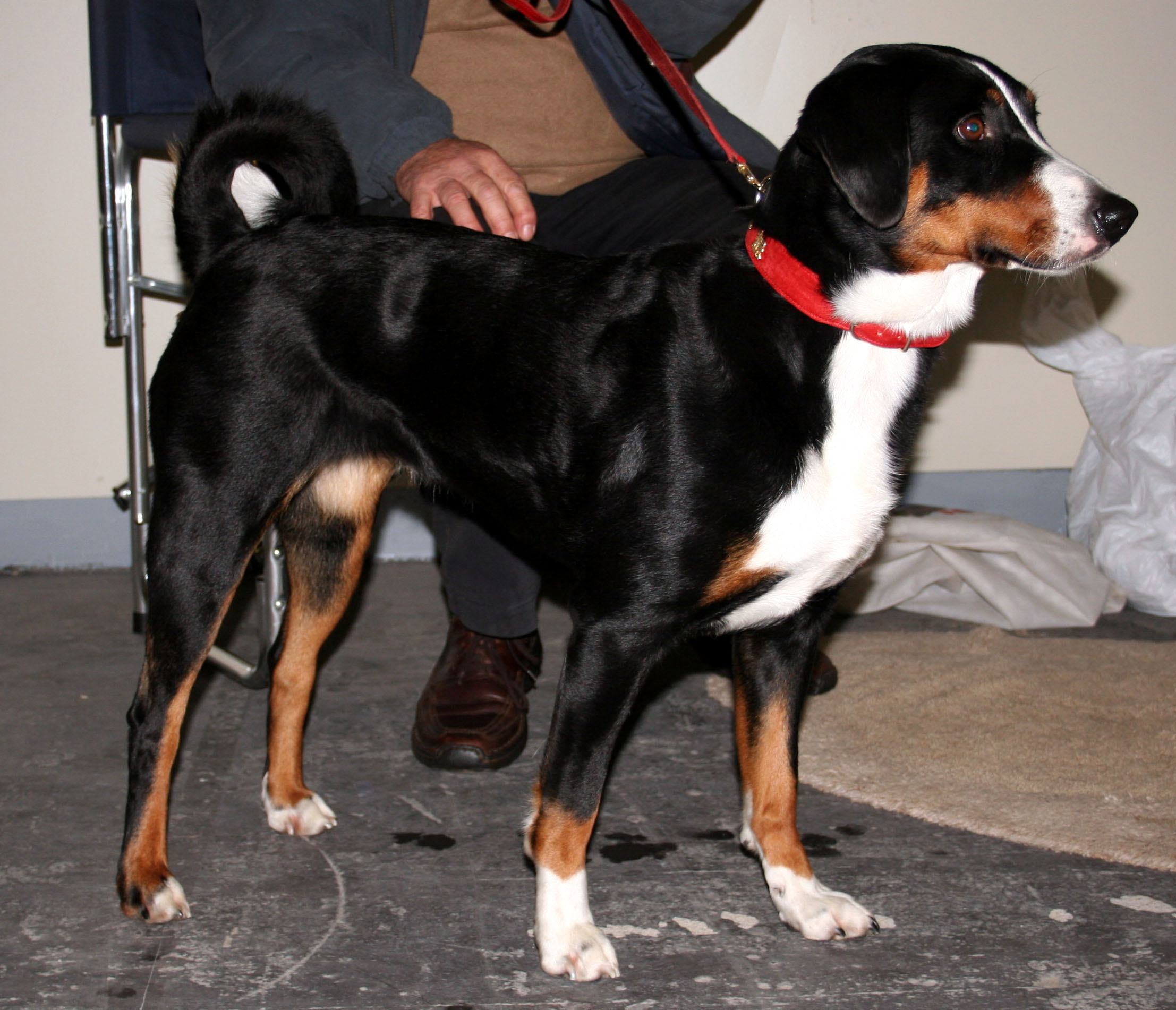
Pies rasy appenzeller o umaszczeniu typu tricolor

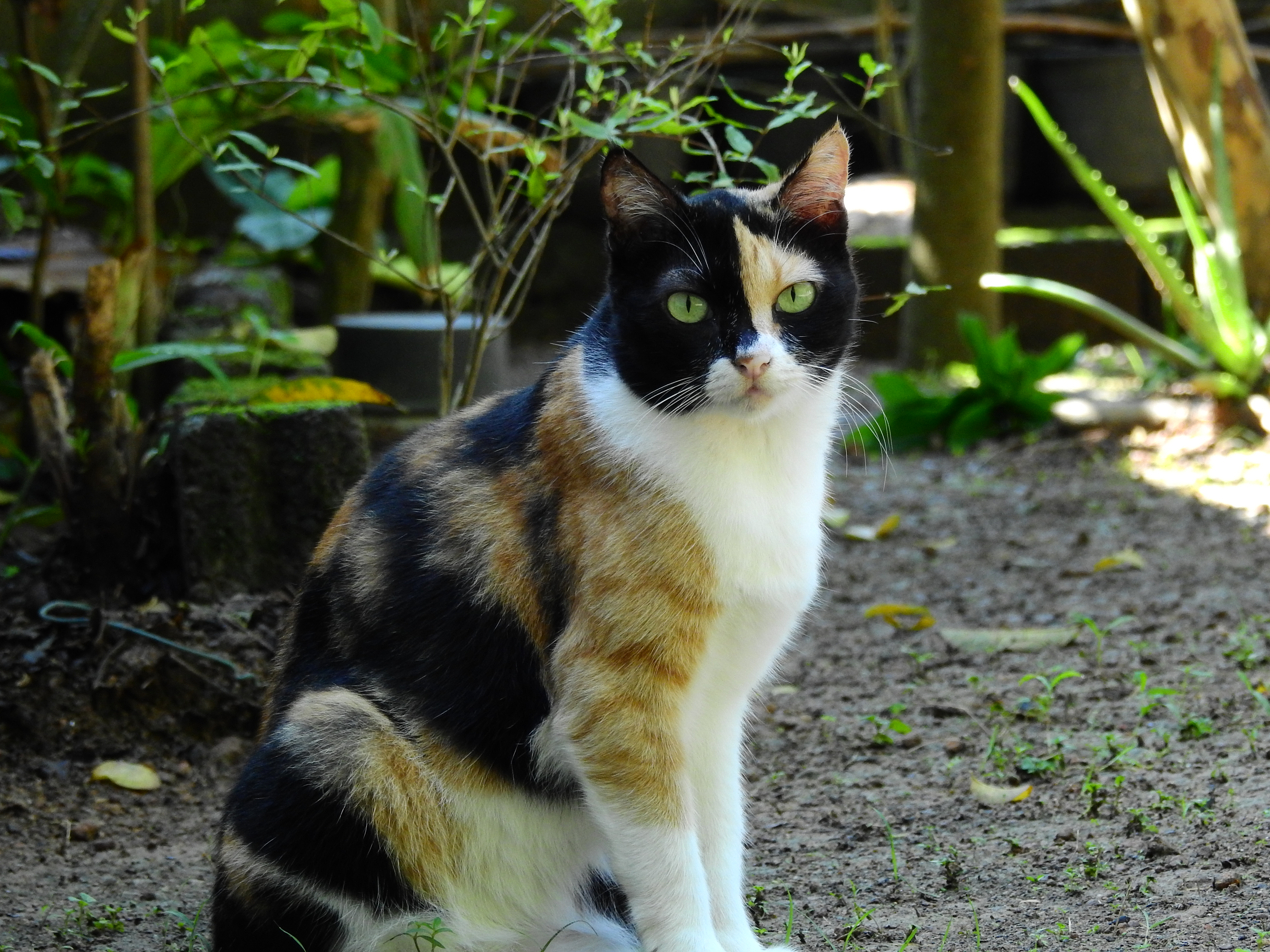
Kot o umaszczeniu szylkretowym

Tricolor – trójkolorowe umaszczenie występujące u psów i kotów.
U psów tricolor to określenie dla umaszczenia o barwie czarnej podpalanej z białymi znaczeniami. Rasy psów, u których umaszczenie tricolor jest typowe, to między innymi rasy górskich, szwajcarskich psów pasterskich takie jak: appenzeller, berneński pies pasterski, entlebucher, duży szwajcarski pies pasterski. Tricolor występuje także jako jedno z możliwych umaszczeń na przykład u takich ras jak: Welsh Corgi Cardigan czy Cavalier king charles spaniel.
U kotów maść tricolor występuje głównie u osobników żeńskich i jest określany jako szylkretowy z białym. Zwykle prezentuje się jako mieszanina białego z – wyraźnie zarysowanymi, okrągłymi i nasyconymi, lub bardziej „rozlanymi”, „wyblakłymi” – plamami koloru rudego (czy żółtego, często prążkowanymi) i czarnego. Istnieje kilka wersji szylkretu: czarny, niebieski, cynamonowy, czekoladowy, liliowy, płowy. Każda z nich jest mieszanką dwóch kolorów z białym, niekiedy również występują pręgi.